# Parafia św. Łukasza w Kunkowej
Parafia św. Łukasza – parafia prawosławna w Kunkowej, w dekanacie Gorlice diecezji przemysko-gorlickiej.
Na terenie parafii funkcjonuje 1 cerkiew:
- cerkiew św. Łukasza Apostoła w Kunkowej – parafialna

Obowiązki proboszcza pełni ks. Andrzej Grycz z parafii w Bielance.
W 2021 r. parafia liczyła około 40 wiernych.